# Prix Jirō-Osaragi de la critique
Pour l’article homonyme, voir Prix Jirō-Osaragi.
Le prix Jirō-Osaragi de la critique (大佛次郎論壇賞, Osaragi Jirō rondanshō), également intitulé prix Jirō Osaragi de l'essai, nommé d'après l'un des plus fameux écrivains du Japon d'après guerre, Jirō Osaragi (1898-1973), a été créé en 2001 dans le but de rendre hommage au meilleur ouvrage de l'année dans un des domaines suivants : sciences économiques, sciences politiques, sciences sociales. Le lauréat reçoit une médaille gravée à son effigie et il est doté d'un montant de 2 millions de yens. Très sélectif, parrainé par le journal Asahi shinbun, le prix Osaragi-Jirō de la critique a notamment récompensé des historiens et sociologues comme John W. Dower ou Takehiko Kariya (professeur à l'université d'Oxford) : il est souvent présenté comme l'équivalent japonais du prix Pulitzer,.

## Liste des lauréats
- 2001 
  - Grand prix : Kenichi Ôno, pour Tojôkoku no gurobalizeshon (La Mondialisation des pays en voie de développement, éditions Tōyō Keizai.
  - Prix d'encouragement : Takehiko Kariya, pour Kaisōka Nihon to Kyōiku Kiki (Le Japon stratifié et la crise de l'éducation, éditions Yushindō).
  - Prix d'encouragement : Keiichirō Kobayashi et Sōta Kato, pour Nihon Keizai no Wana (Le Piège de l'économie japonaise), éditions Nihon Keizai Shimbunsha.
  - Prix spécial : John W. Dower, pour Haiboku wo Daikishimete (Embracing Defeat, Embrasser la défaite), éditions Iwanami Shoten.
- 2002
  - Grand prix : Satoshi Ikeuchi, pour Gendai arabu no shakai shisō. Shûmatsuron to Islamshugi (La Pensée sociale dans le monde arabe contemporain. Eschatologie et islamisme), éditions Kodansha.
- 2003
  - Grand prix : Hideaki Shinoda, pour Heiwakōchiku to hō no shihai (La Construction de la paix et l'Etat de droit), éditions Sobunsha.
  - Grand prix : Eiji Oguma, pour "Minshu" to "Aikoku" (« Démocratie » et « Patriotisme »), éditions Shinyo-sha.
- 2004
  - Grand prix : Kenneth Ruoff, pour Kokumin no Tennō. Sengo Nihon no minshushugi to tennōsei (L'Empereur du peuple. La démocratie du Japon d'après-guerre et le système impérial), éditions Kyodo Tsushinsha.
  - Grand prix : Kazuhiro Takii, pour Bunmeishi no naka no Meijikenpō (La Constitution de Meiji dans l'histoire des civilisations), éditions Kodansha.
- 2005
  - Grand prix : Takeshi Nakajima, pour Nakamuraya no Bōzu. Indo dokuritsuundō to kindai Nihon no Ajiashugi (Bose de Nakamuraya, le mouvement d'indépendance indien et le pan-asianisme du Japon moderne), éditions Hakusuisha.
- 2006
  - Grand prix : Akihiro Iwashita, pour Hopporyodo mondai (La Question des territoires du Nord), éditions Chuko Shinsho.
  - Prix d'encouragement : Yuki Honda, pour Tagenka suru "nōryoku" to Nihon shakai, Haipâ- Meritokurashika no naka de (La Société japonaise et la pluralisation de la "compétence" : dans l'hyper-méritocratisation), éditions NTT Shuppan.
- 2007
  - Grand prix : Park Yu-ha, pour Wakai no tame ni (Pour la réconciliation), Editions Heibonsha.
- 2008
  - Grand prix : Makoto Yuasa, pour Han hinkon (Anti-pauvreté), éditions Iwanami Shoten.
- 2009
  - Grand prix : Yoshinori Hiroi, pour Komunitii wo toinaosu. Tsunagari, toshi, Nihon shakai no mirai (Repenser la communauté. Les liens, les villes et l'avenir de la société japonaise), Editions Chikuma Shinsho.
- 2010
  - Grand prix : Harukata Takenaka, pour Sangiin to wa nani ka (Qu'est-ce que le Sénat ? ), éditions Chūōkōron Shinsha.
- 2011
  - Grand prix : Ryuji Hattori, pour Nicchukokkoseijoka. Tanaka Kakuei, Ohira Masayoshi, Kanryo tachi no chosen (La Normalisation des relations diplomatiques Japon-Chine. Tanaka Kakuei, Ohira Masayoshi, le défi des technocrates), Editions Chuko Shinsho.
- 2012
  - Grand prix : Kenichi Oshima, pour Genpatsu no kosuto. Enerugii Tenkan he no shiten (Le Coût des centrales nucléaires. Perspectives pour la transition énergétique), éditions Iwanami Shinsho.
- 2013
  - Grand prix : Haruki Konno, pour Burakku kikigyo. Nihon wo kuitsubusu yōkai (Les Entreprises noires, les spectres qui mangent le Japon), Editions Bunshun Shinsho.
- 2014
  - Grand prix : Noriko Endo, pour Genshiryoku songaibaishoseido no kenkyu. Tokyo Denryoku Fukushima genpatsu jiko kara no kosatsu (Étude du système d'indemnisation des dégâts du nucléaire : une réflexion à partir de l'accident des centrales nucléaires de Fukushima), éditions Iwanami Shoten.
- 2015
  - Grand prix : Eisaku Ide, pour Keizai jidai no shuen (La Fin de l'ère de l'économie), éditions Iwanami Shoten.
- 2016
  - Grand prix : Chikako Mori, pour Haijo to teikō no kōgai (Banlieues de l'exclusion et de la résistance), Presses de l'Université de Tokyo. (a obtenu également le prix Shibusawa-Claudel)